# 銅箱館
銅箱館（Copper Box）為2012年夏季奧林匹克運動會的比賽場館之一，它位於英國倫敦東部斯特拉特福奧林匹克公園裡。原本是座手球館，被重新命名，因為奧會期間手球和現代五項的擊劍項目都將於此進行。2012年夏季帕拉林匹克運動會盲人門球項目也將在本場館舉行。本場於2011年完工，有7000個座位。